# Зінченко Ігор Іванович
Ігор Іванович Зінченко (рос. Игорь Иванович Зинченко) — російський радіоастроном, завідувач відділу міліметрової астрономії Інституту прикладної фізики Російської академії наук, професор Нижньогородського університету, лауреат української Премії ім. М. П. Барабашова (2000).

## Біографія
Народився 3 липня 1950 року в місті Горькому (теперішній Нижній Новгород). 1972 року закінчив Горьківський державний університет. 
Завідувач відділу міліметрової астрономії Інституту прикладної фізики Російської академії наук. Також обіймає посаду професора на кафедрі розповсюдження радіохвиль в Нижньогородському державному університеті імені М. І. Лобачевського. Є головою опікунсько-наукової ради Нижньогородського планетарію.

## Наукові інтереси
Ігор Зінченко займається міліметровою радіоастрономією. Досліджує міжзоряне середовище та процеси зореутворення. Також вивчає поширення міліметрового випромінювання в атмосфері.

## Відзнаки
- Премії НАНУ ім. М. П. Барабашова за серію робіт «Дослідження спектрів та змінності космічного радіовипромінювання у міліметровому діапазоні на радіотелескопі РТ-22», в співавторстві з українськими астрономами Миколою Нестеровим і Валерієм Шульгою (2000)[2].